# Dai-Ichi Kangyo

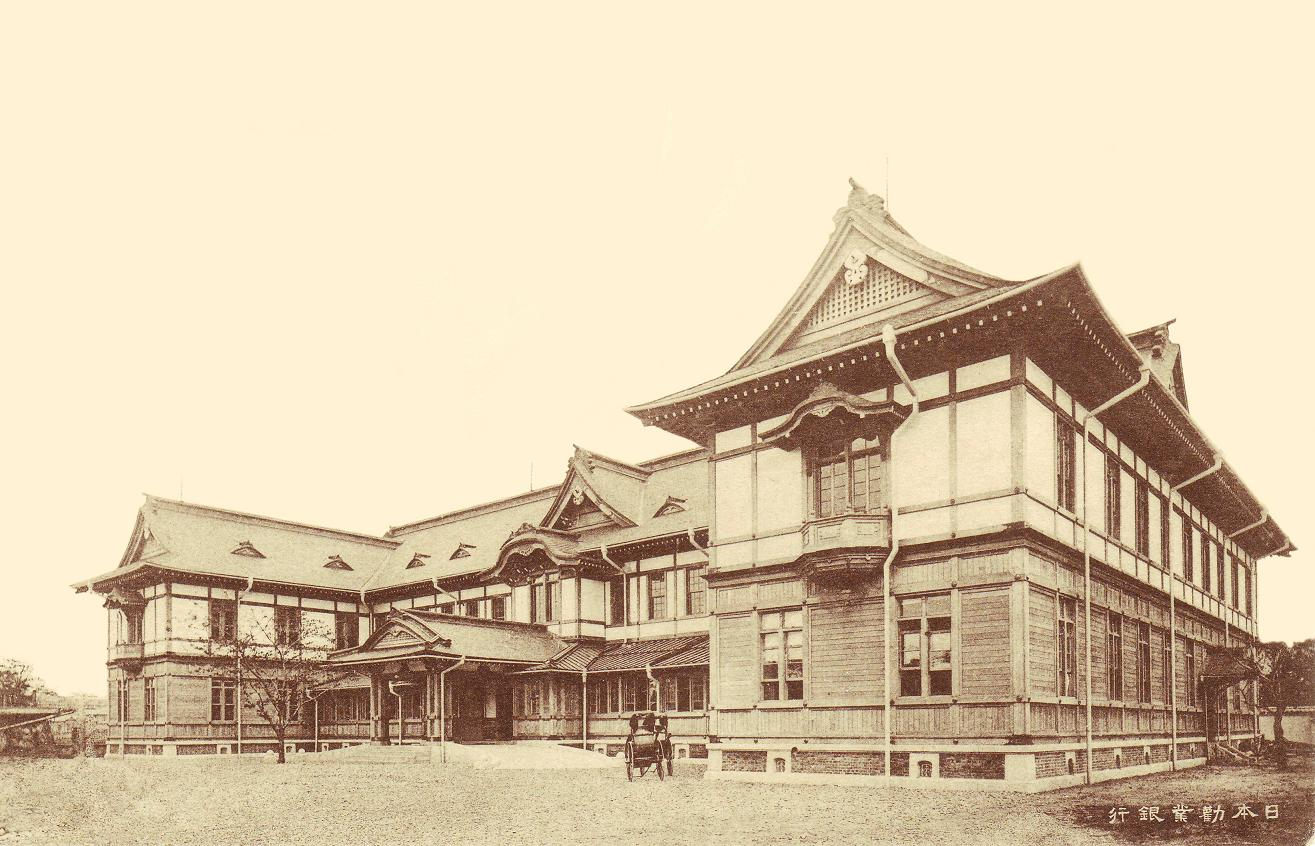
Nippon Kangyo Bank 1899, föregångare till Dai-Ichi Kangyo Bank.

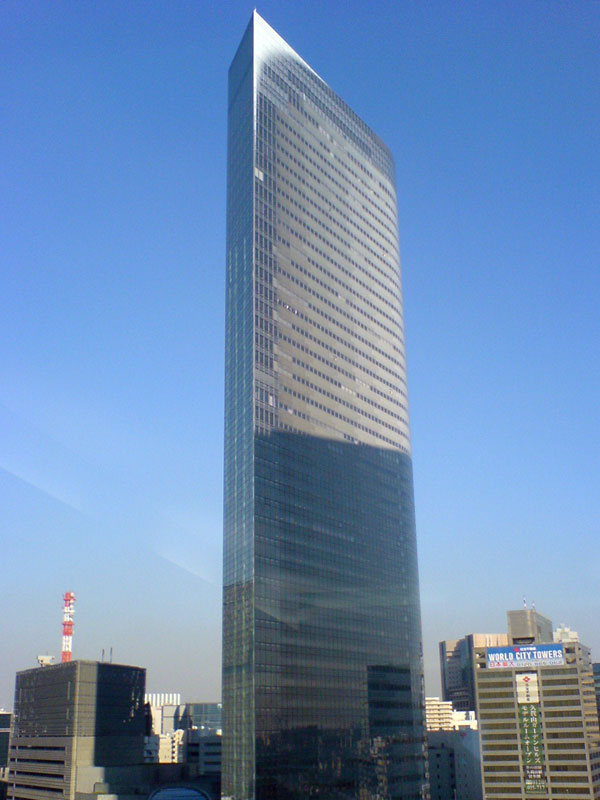
Reklambyrån Dentsu, ett av Dai-Ichi Kangyos flaggskepp.

Dai-Ichi Kangyo Group, eller Dai-ichi Kangin Group (ja:第一勧銀グループ, Dai'ichi Kangin Gurūpu), är det största av Japans sex stora företagskonglomerat, keiretsu.
Kärnan i koncernen var ursprungligen Dai-Ichi Kangyo Bank (第一勧業銀行, Kabushiki-gaisha Dai-Ichi Kangyō Ginkō, DKB), bildad 1971 ur Nippon Kangyo Bank och Dai-Ichi Bank.

## Viktiga företag
- Asahi Mutual Life Insurance (DKB)
- The Dai-ichi Mutual Life Insurance Company (DKB)
- Daiichi Sankyo
- Dentsu (DKB)
- Fujitsu (Furukawa)
- Hitachi Ltd. Corporation (Hitachi)
- Ishikawajima-Harima Heavy Industries (IHI)
- Isuzu (IHI)
- ITOCHU (DKB)
- JFE Holdings (Kawasaki)
- Kawasaki Heavy Industries (Kawasaki)
- K Line (Kawasaki)
- Kobe Steel (Suzuki)
- Meiji Seika (DKB)
- Seibu Department Stores (DKB)
- Sojitz (Suzuki)
- Sompo Japan Insurance (DKB)
- Taiheiyo Cement (Asano)
- Tokyo Dome (DKB)
- The Tokyo Electric Power Company (DKB)
- Tokyo FM (DKB)
- Yokohama Rubber Company (Furukawa)